# 199 (numero)
Centonovantanove (199)  è il numero naturale dopo il 198 e prima del 200.

## Proprietà matematiche
- È un numero dispari.
- È un numero difettivo.
- È un numero primo.
  - È un numero primo permutabile.
  - È un numero primo gemello con 197.
  - È un numero primo sexy con 193.
  - Fa parte di una quadrupla di primi con 191, 193 e 197.
  - È un numero primo di Chen.
  - È un primo di Gauss.
  - Può essere espresso come somma sia di altri tre che di altri cinque numeri primi consecutivi: 199=61+67+71=31+37+41+43+47.
  - È un primo permutabile in base 10.
- È un numero triangolare centrato e 33-gonale centrato.
- È un numero di Lucas, il più piccolo di tre cifre ad essere primo.
- È un intero privo di quadrati.
- È un numero odioso.
- M(199)=-8, un picco negativo della funzione.
- Può essere espresso come differenza di due quadrati:199=100²-99². Per essere espresso come somma di quadrati richiede invece quattro addendi, il massimo.
- È il più piccolo numero ad avere una persistenza additiva di 3.
- È parte della terna pitagorica (199, 19800, 19801).
- È un numero palindromo nel sistema di numerazione posizionale a base 11 (171).
- È un numero omirp.
- È un numero congruente.

## Astronomia
- 199P/Shoemaker è una cometa periodica del sistema solare.
- 199 Byblis è un asteroide della fascia principale del sistema solare.

## Astronautica
- Cosmos 199 è un satellite artificiale russo.

## Altri ambiti
- 199 è un prefisso telefonico a tariffa speciale.